# Репинская культура
Ре́пинская культу́ра — археологическая культура эпохи энеолита (3800 — 3200 до н. э.), распространённая в районах Подонья и Поднепровья.
Типичная керамика — яйцевидная или шаровидная посуда с желобком. На горловине — «жемчужный» орнамент, дополненный шнуровым.
Для репинской культуры характерны скорченные подкурганные захоронения с охрой, с индивидуальными небольшими кромлехами, оградками и закладками; посуда остродонная с высоким горлом и штампованным орнаментом по всему тулову. Содержание костей коня в пище — 80 %.